# Meir Dagan
Meir Dagan (rojen kot Meir Huberman), rusko-izraelski obveščevalec in general, * 30. januar 1945, Herson, † 17. marec 2016, Tel Aviv.
Rezervni generalmajor IDF Dagan je služil kot generalni direktor Mosada.

## Življenjepis
V 70. letih 20. stoletja je Dagan bil poveljnik specialne protiteroristične enote, ki je delovala proti teroristom v Gazi. Med drugim je vodil tudi enoto Rimon, ki je likvidirala sovražne Palestince.
Leta 1982 je sodeloval pri ustanovitvi proizraelske Južne libanonske vojske. Bil je poveljnik južnega Libanona med libanonsko državljansko vojno. 
Leta 1987 je postal posebni pomočnik načelnika generalštaba Izraelske kopenske vojske med prvo palestinsko intifado; udeležen je bil v ustanavljanje prikritih enot, ki so delovale na Zahodnem bregu in v Gazi.
Leta 1995 se je upokojil iz aktivne vojaške službe in postal namestnik direktorja Mosada. Leta 1997 ga je takratni predsednik vlade Izraela, Benjamin Netanjahu, imenoval za osebnega protiterorističnega svetovalca. Odstopil je po podpisu oselskega mirovnega sporazuma, ki mu je nasprotoval. 26. novembra 2001 ga je novi ministrski predsednik, Ariel Šaron, imenoval za generalnega direktorja Mosada.